# 25e congresdistrict van Californië

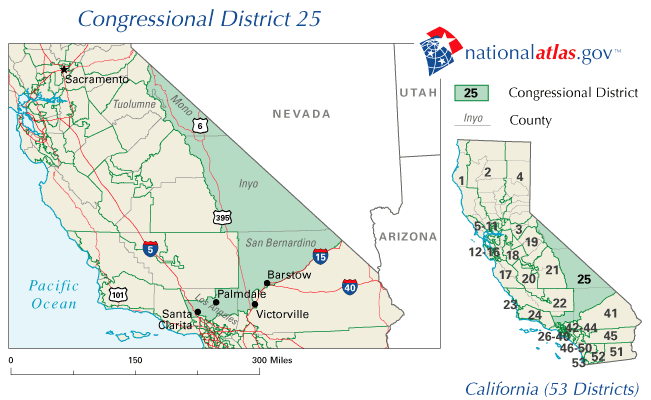
Kaart van het 25e congresdistrict van Californië

Het 25e congresdistrict van Californië, vaak afgekort als CA-25, is een kiesdistrict voor het Amerikaanse Huis van Afgevaardigden. Het 25e district bestaat sinds 1953 en heeft sinds de hertekening van 2003 een uitzonderlijke vorm. Tegenwoordig omvat het een deel van Los Angeles County, het noordwesten van San Bernardino, de volledige county's Inyo en Mono en een klein stukje van Tuomlumne. Hoewel het voor een groot deel in Northern California ligt, wordt het district demografisch gedomineerd door de steden in het zuiden. Enkele belangrijke steden in het gebied zijn Barstow, Palmdale, Santa Clarita en Victorville. Van de totale bevolking woont 88,2% in een stedelijke omgeving.
Sinds 1993 wordt het district door de conservatieve Republikein Howard McKeon vertegenwoordigd. Bij McKeons recentste herverkiezing in 2010 behaalde hij 61,83% van de stemmen.
Het 25e congresdistrict geldt als een relatief sterk Republikeins district. In de presidentsverkiezingen scoren Republikeinse kandidaten meestal het beste. In 2008 echter wist de Democratische senator Barack Obama een pluraliteit te behalen. Obama won 49,4% van de stemmen tegenover 48,3% voor John McCain. In 2000 en 2004 won George W. Bush, respectievelijk met 51,4% en 58,8%.